# Zavortinkius mzooi
Zavortinkius mzooi is een muggensoort uit de familie van de steekmuggen (Culicidae). De wetenschappelijke naam van de soort is voor het eerst geldig gepubliceerd in 1962 door van Someren.